# كريستيان داميان توريس
كريستيان داميان توريس (بالإسبانية: Cristián Torres) (باللاتفية: Kristians Damians Toress) هو لاعب كرة قدم أرجنتيني ولاتيفي في مركز الوسط، ولد في 18 يونيو 1985 في فيسنتي لوبيز ‏ في الأرجنتين. لعب مع نادي لييباياس ميتالورغس.

## وصلات خارجية
- كريستيان داميان توريس على موقع الاتحاد الأوربي (الإنجليزية)
- كريستيان داميان توريس على موقع قاعدة بيانات كرة القدم.إي يو (الإنجليزية)
- كريستيان داميان توريس على موقع ناشيونال فوتبول تيمز (الإنجليزية)
- كريستيان داميان توريس على موقع Soccerway.com (الإنجليزية)